# Otodistomum cestoides
Espèce
Otodistomum cestoides est une espèce de trématodes de la famille des Azygiidae.
C'est un endoparasite de poissons.